# Медал за участие в Балканските войни (1912-1913)
Медал за участие в Балканските войни 1912 – 1913 е специален възпоменателен медал на Царство България, посветен на участието в Балканските войни. Учреден е с Височайши указ №9 от 1933 година, с който е учреден и Медал за участие в Европейската война (1915-1918).
Раздава се на военни лица за „дела и заслуги“, служили в Българската армия по време на Балканските войни. А също и на лица с особен принос, като доброволци, санитари, граждански лекари, медицински сестри, журналисти и други. Медалът се получава и от близки на загинали в сражения от войната, а и на чужденци отговарящи на гореизброените условия.
На аверса на медала е изобразен гербът на Царство България, заобиколен от лаврови и дъбови клонки, поставен на два кръстосани с върховете нагоре мечове. На реверса са изобразени годините „1912 – 1913“ и венец от житни, лаврови и дъбови листа, символизиращи Мизия, Македония и Тракия.
Медалът се носи от лявата страна на гърдите, като лентата на отличието е в два варианта – триъгълна за мъже и във вид на панделка за жени. Лентите биват зелени, кантирани от двете страни с бяла и червена ивица. Връчените на цивилни се отличават с бяла ивица по средата, а тези на роднини на загинали – с черна ивица по средата. Медалът има и миниатюра за всекидневно носене.
Медалът е изработван в Германия и Швейцария и изпращан на няколко партиди в България. От него са връчени около 30 000 броя до 31 декември 1939 година.